# Federația Mondială de Badminton
Federația Mondială de Badminton (în engleză Badminton World Federation, acronim BWF) este organismul internațional de conducere al badmintonului, recunoscut de Comitetul Olimpic Internațional (CIO). A fost fondată în 1934 ca Federația Internațională de Badminton (IBF) cu nouă țări membre (Canada, Danemarca, Anglia, Franța, Irlanda, Țările de Jos, Noua Zeelandă, Scoția și Țara Galilor). În 1981, IBF a fuzionat cu Federația Mondială de Badminton, iar pe data de 24 septembrie 2006, la Adunarea Generală Extraordinară de la Madrid, numele organizației a fost schimbat în Federația Mondială de Badminton (BWF).
Când a fost fondat BWF (ca IBF), sediul său central era situat în Cheltenham, Regatul Unit. Sediul central a fost mutat în Kuala Lumpur, Malaezia, la 1 octombrie 2005. Poul-Erik Høyer Larsen este actualul președinte. BWF are în prezent 176 de națiuni membre din întreaga lume, organizate în 5 confederații continentale.

## Federații continentale

Harta cu cele cinci Confederații

BWF lucrează în cooperare cu organisme regionale de conducere pentru a promova și dezvolta badmintonul în întreaga lume, acestea sunt:
| Regiune | Regiune | Confederație                            | Memberi |
| ------- | ------- | --------------------------------------- | ------- |
|         | Asia    | Badminton Asia (BA)                     | 43      |
|         | Europa  | Badminton Europe (BE)                   | 54      |
|         | America | Badminton Pan America (BPA)             | 37      |
|         | Africa  | Badminton Confederation of Africa (BCA) | 44      |
|         | Oceania | Badminton Oceania (BO)                  | 16      |
| Total   | Total   | Total                                   | 194     |

## Președinți
Mai jos este lista președinților din 1934:
| Nr. | Ani       | Nume                   | Țară          |
| --- | --------- | ---------------------- | ------------- |
| 1   | 1934–1955 | George Alan Thomas     | Regatul Unit  |
| 2   | 1955–1957 | John Plunkett-Dillon   | Irlanda       |
| 3   | 1957–1959 | Brigadier Bruce Hay    | Regatul Unit  |
| 4   | 1959–1961 | A. C. J. van Vossen    | Țările de Jos |
| 5   | 1961–1963 | John McCallum          | Irlanda       |
| 6   | 1963–1965 | Nils Peder Kristensen  | Danemarca     |
| 7   | 1965–1969 | David Bloomer          | Regatul Unit  |
| 8   | 1969–1971 | Humphrey Chilton       | Regatul Unit  |
| 9   | 1971–1974 | Ferry Sonneville       | Indonezia     |
| 10  | 1974–1976 | Stuart Wyatt           | Regatul Unit  |
| 11  | 1976–1981 | Stellan Mohlin         | Suedia        |
| 12  | 1981–1984 | Craig Reedie           | Regatul Unit  |
| 13  | 1984–1986 | Poul-Erik Nielsen      | Danemarca     |
| 14  | 1986–1990 | Ian Palmer             | Noua Zeelandă |
| 15  | 1990–1993 | Arthur Jones           | Regatul Unit  |
| 16  | 1993–2001 | Lu Shengrong           | China         |
| 17  | 2001–2005 | Korn Dabbaransi        | Thailanda     |
| 18  | 2005–2013 | Kang Young-Joong       | Coreea de Sud |
| 19  | 2013–     | Poul-Erik Høyer Larsen | Danemarca     |

## Competiții

### Gradul 1
BWF organizează în mod regulat șapte evenimente internaționale majore de badminton și două evenimente pentru parabadminton:
Turnee majore:
Campionate mondiale
- Cupa Thomas
- Cupa Uber
- Cupa Sudirman
- Jocurile Olimpice în cooperare cu Comitetul Olimpic Internațional

Alte turnee majore:
- Campionatele Mondiale de juniori
- Campionatele Mondiale de seniori BWF

Para turnee majore:
- Campionatele Mondiale de Para-badminton
- Jocurile Paralimpice în cooperare cu Comitetul Paralimpic Internațional (sport adăugat de la Jocurile Paralimpice de la Tokyo 2020)

Evenimente ce nu mai au loc în mod regulat:
Cupa Mondială a fost suspendată din 1997. Cu toate acestea, BWF a reînviat evenimentul în 2005 (cu China ca gazdă), dar doar ca turneu pe invitație. China a câștigat aurul în toate cele 5 categorii.

### Gradul 2
Turneele de gradul 2, cunoscute sub numele de BWF World Tour au fost organizate în șase niveluri, cu puncte diferite în clasamentul mondial, în ordinea în care sunt:
- Nivelul 1: BWF World Tour Finals
- Nivelul 2: BWF World Tour Super 1000
- Nivelul 3: BWF World Tour Super 750
- Nivelul 4: BWF World Tour Super 500
- Nivelul 5: BWF World Tour Super 300
- Nivelul 6: BWF Tour Super 100

Evenimentele care au avut loc anterior din 2007 până în 2017 sunt:
- Super Series Premier
- Super Seria
- Grand Prix Gold
- Grand Prix

### Gradul 3
Turneele de gradul 3, cunoscute sub numele de Circuitul Continental, au fost organizate pe trei niveluri, cu puncte diferite în clasamentul mondial, în ordinea în care sunt:
- International Challenge
- International Series
- Future Series